# Acid heptanoic
Acidul heptanoic, de asemenea cunoscut ca acid enantic, este un acid gras format dintr-o catenă liniară de șase atomi de carbon și cu o grupă carboxil. Este un lichid uleios cu un miros neplăcut, rânced.  De aceea contribuie la mirosul unor uleiuri râncede. Este puțin solubil în apă, dar ușor solubil în etanol și eter.

## Obținere

Acidul ricinoleic este principalul precursor pentru obținerea acidului heptanoic.

Esterul de metil al acidului ricinoleic, care este obținut din uleiul seminței plantei de ricin, este precursorul principal comercial al acidului heptanoic. Este hidrolizat până la esterul de metil al acidului undecanoic și heptanal, care oxidat în prezența aerului dă acidul carboxilic respectiv. Aproximativ 20 000 de tone au fost consumate în Europa și Statele Unite în 1980. 

## Utilizări
Acidul heptanoic este utilizat pentru obținerea unor esteri, cum ar fi heptanoatul de etil, care este folosit în parfumuri și arome artificiale.
Este de asemenea utilizat pentru a esterifica steroizii în prepararea unor droguri. Este și unul dintre multiplii aditivi din țigări.